# سلطان‌نشین بهمنی

گستره سلطنت بهمنی‌ها در شبه قاره هند ۱۴۷۰ م

سلطان‌نشین بهمنی (هندی: बहमनी सल्तनत) یا بهمنیان یا ملوک گلبرگه از خاندان‌های افغانحاکم بر دکن و نواحی مجاور آن در جنوب هند بود که یکی از سلسله‌های مهم پادشاهی هند در سده‌های میانه و نخستین سلسله‌های مستقل مسلمان در جنوب هند به‌شمار می‌آید.
هجده سلطان در سلسله بهمنی به مدت بیش از صد و هشتاد سال از ۷۴۸–۹۳۳ ه‍. ق/ ۱۳۴۷–۱۵۲۷ م حکومت کردند. پایتخت هشت تن از آنان اَحسن‌آباد گلبرگه بود که با انتقال پایتخت به محمدآباد بیدر، ده سلطان دیگر در آنجا سلطنت کردند.
مؤسس این سلسله شخصی به نام حسن بود که با عنوان علاءالدین گانگو بهمنی بر تخت سلطنت نشست. خاندان بهمنی‌ها از نوادگان «علاءالدین حسن بهمنی» به‌شمار می‌رفتند و نسب خود را به بهمن پسر اسفندیار از سلسله کیانیان ایران می‌رساندند. خاندان بهمنی با علاقه فراوانی که به فرهنگ فارسی و عرفای ایرانی داشتند بسیار کوشیدند که به حضور شاه نعمت‌اله ولی و خواجه شمس‌الدین حافظ شیرازی در دربار خود مفتخر گردند، اما توفیق نیافتند. این سلسله جشن‌ها و اعیاد ایرانی از جمله نوروز را با شکوه فراوان برگزار می‌کردند. زبان دربار آنها، زبان فارسی بود، در آموزشهای اولیه به شاهزادگان، بوستان سعدی آموخته می‌شد. برخی شاهان بهمنی خود به این زبان شعر می‌سرودند و از شاعران فارسی زبان و شیعی نشان، استقبال گرمی به عمل می‌آوردند، مانند آذری اسفراینی که بهمن نامه را سرود، آن‌ها مروج زبان فارسی و عربی در منطقه بودند.
بهمنی‌ها شاهانی با گرایش‌های شیعی بودند که ایرانیان در حکومت‌های آن‌ها نقش به سزایی داشته و گاه وزنه‌های سنگینی در رونق بخشیدن به تشیع بوده‌اند. یکی از این نخبگان عمادالدین محمود گاوان بوده‌است. خاندان بهمنی از زمان احمدشاه (۸۲۵–۸۳۹) در سلک طرفداران شاه نعمت‌الله ولی درآمدند و به خاندان و اعقابش خالصانه ارادت ورزیدند.
پس از انقراض، بهمنیان این سلسله بین پنج سلسله مسلمان دیگر تقسیم شد که از میان آنان سه سلسله نظام شاهیان، عادلشاهیان و قطب شاهیان شیعه و برید شاهیان و عمادشاهیان که دیری نپاییدند سنی بودند.

## پیشینه
دولت بهمنیان هم‌زمان با اوضاع آشفته ایران بنیان گذاشته شد ایران در دوره پس از ایلخانیان یعنی دوران آل‌مظفر در فارس و کرمان (۷۹۵–۷۱۳/۱۳۹۳–۱۳۱۴)، سربداران در خراسان (۷۸۸–۷۳۶/۱۳۸۶–۱۳۳۶) و آل جلایر (۸۳۵–۷۳۶/۱۴۳۲–۱۳۳۶) در عراق و آذربایجان اوضاع مناسبی نداشت.
پیش از تأسیس سلطنت بهمنی در سال ۱۳۴۷ میلادی، هند تحت تأثیر حکومت‌های مختلفی قرار داشت. در شمال هند، سلطنت دهلی که توسط سلسله‌های مسلمان مانند خلجی‌ها و تغلقیان اداره می‌شد، نقش مهمی در گسترش اسلام و فرهنگ فارسی داشت
جنوب هند، امپراتوری ویجایاناگارا یکی از قدرت‌های برجسته بود که به عنوان یک نیروی هندو در برابر گسترش اسلام در منطقه مقاومت می‌کرد. این امپراتوری در زمینه‌های فرهنگی و اقتصادی نیز تأثیرگذار بود.
علاءالدین حسن بهمن‌شاه (۷۵۹–۷۴۸/۱۳۵۸–۱۳۴۷) بنیان‌گذار این سلسله محسوب می‌شود. نام او که حسن کانگو بود  که در خدمت سلاطین تغلقی دهلی بسر می‌برد. او به عنوان فرمانده سپاه به «ظفر خان» ملقّب گردید. علاءالدین بهمن‌شاه خود را از سلاله بهمن (اردشیر) فرزند اسفندیار از شاهان اساطیری ایران معرفی می‌کرد و در روز جمعه ۲۴ ربیع‌الثانی سال ۷۴۸ قمری با نام «ابوالمظفر بهمن شاه»، سلسله بهمنیان را بنیان‌گذاشت. حضور مؤثر ایرانیان مهاجر در دکن از همان ابتدای حکومت بهمنیان قابل مشاهده‌است.
علاءالدین حسن بهمن‌شاه ایرانیانی چون صدرالشرف سمرقندی را در راس حکومت گذاشت و «میر محمد بدخشی» قاضی‌القضات سپاه او بود. گفته می‌شود که هر دو آن‌ها ریاضیدان و دانشمند در علم هیئت و نجوم نیز بوده‌اند. همچنین «حکیم ناصرالدین شیرازی» و «علیم‌الدین تبریزی» پزشک‌های دربار او بودند. در دربار او روز نوروز عید گرفته می‌شد و شاه به عالمان و شاعران در این روز بار می‌داد. افزون‌بر این‌ها از کسانی چون «فضل‌الله اینجو»، «مفتی احمد هروی»، «لطف‌الله سبزواری»، «سیف‌الدین غوری»، و «عصامی» که شاعر بود و مثنوی تاریخی «فتوح السلاطین» را نوشت می‌توان نام برد.
محمد شاه اول پسر علاءالدین بهمن‌شاه به سلطنت بهمنی‌ها سازمان بخشید و آن را در هیبت یک سلسله واقعی درآورد. حکومت مرکزی از لحاظ اداره امور کشوری، لشکری و قضایی به سه بخش عمده تقسیم شد. قسمت کشوری در دست «وکیل سلطنت» یا نخست‌وزیر بود که وزیران و دبیرانی در اختیار داشت. بخش قضایی نیز شامل قاضیان و مفتیان بود و حفظ آرامش و امنیت شهرها در دست کوتوالها (مأموران عالی‌رتبه پلیس) و محتسب‌ها بود. در بخش نظامی، فرمانده کل قوا در مرکز فرماندهی تعدادی فرمانده زیردست داشت از جمله: فرمانده «باربرداران» که نیروهای نامنظم را بسیج می‌کرد؛ «بخشی» یا مأمور پرداخت؛ فرمانده «خاصه خیل» یا پاسداران سلطان، نیروی چهارهزار نفری سربازان مجهز و تعلیم‌دیده؛ و فرمانده دویست تن «یکه‌جوانان» یا «سلاحداران» که نگاهداری سلاح‌های شخصی سلطان به عهده آن‌ها بود.
سراسر قلمرو سلطانی به چهار «طرف» یا ایالت تقسیم می‌شد و هر طرف به فرمان یک «طرفدار» یا حاکم بود. طرفدار در اصل مسئول کشوری و لشکری ایالت بود و «قلعه‌داران» یا فرماندهان دژها تابع او بودند. دولت‌آباد، برار، احسن‌آباد گلبرگه و محمدآباد بیدر (که بخش کوچکی از تلنگانه را نیز که نخست در دست بهمنیان بود در بر می‌گرفت) مراکز چهار ایالت قلمرو سلطنت بودند. از میان این ایالتها، گلبرگه مهم‌ترین ایالت بود که پایتخت در آن قرار داشت و «طرفدار» آنجا از اعتماد کامل سلطان برخوردار بود.

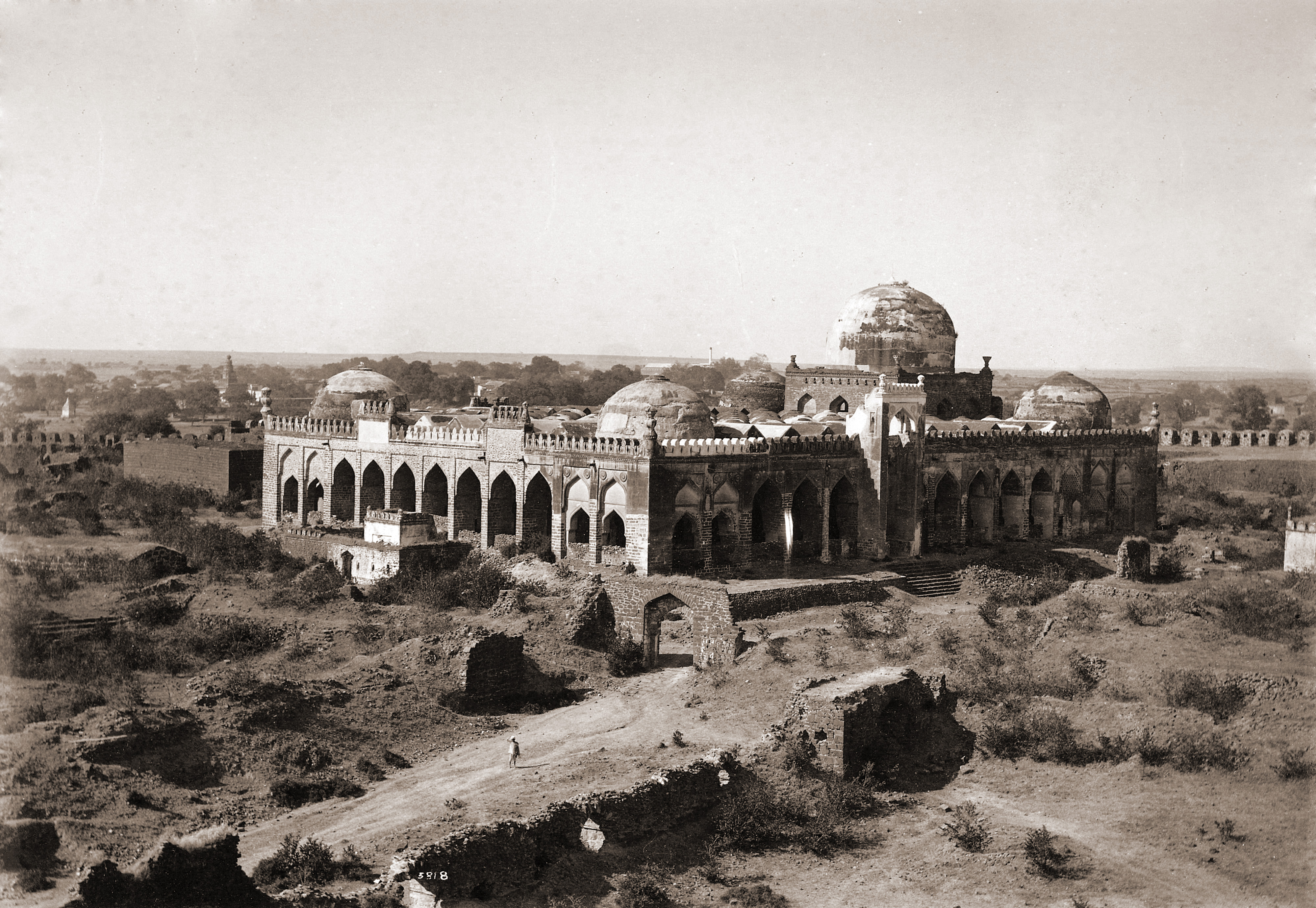
تصویری قدیمی از مسجد بزرگ قلعهٔ گلبرگه

برطبق آنچه که در کتاب تاریخ فرشته ثبت است، محمد شاه اول، «صدرالشرف سمرقندی» را همراه مادر خود «ملکه جهان»، برای حج و زیارت کربلا فرستاد. همچنین در زمان وی مسجد بزرگ گلبرگه ساخته شد. بالای محراب آن مسجد اسامی پنج تن حک شده و زیر آن اسامی چهار تن خلفای راشدین آمده‌است، که حاکی از آن است که گر چه شاهان بهمنی و مردم حنفی مذهب بودند اما از همان ابتدا به تفکرات شیعه نیز تعلق فکری داشته‌اند.
محمد شاه دوم (۷۹۹–۷۸۰/۱۳۹۷–۱۳۷۸) پنجمین سلطان سلسه بهمنی، خود شاعری صاحب دیوان، عالم و دوستدار ادبیات عرب و فارسی بود. سال‌های آخر حکومت او با تاخت و تاز تیمور (۸۰۷–۷۷۱/۱۴۰۵–۱۳۷۰) به ایران و حملهٔ وی به دهلی (۸۰۰/۱۳۹۸–۹۹) هم‌زمان بود. در پی آشفتگی اوضاع شمال هند که در آن سلطنت دهلی اقتدار خویش را در شمال تا حدود زیادی از دست داد، چندین سلطنت کوچک مانند خاندیش (۱۰۰۹–۷۷۲/۱۶۰۱–۱۳۷۰)، گجرات (۹۹۱–۷۹۳/۱۵۹۳–۱۳۹۱)، جونپور (۸۸۳–۷۹۶/۱۴۷۹–۱۳۹۴)، و مالوا (۹۳۷–۸۰۴/۱۵۳۱–۱۴۰۱) پدید آمدند. در دوران او تعداد زیادی از عالمان و شاعران از ایران و عراق به دکن رفتند و گفته می‌شود که «حافظ شیرازی» را او به دکن دعوت کرد. طبق همان روایت حافظ این غزل خود را خطاب به محمد شاه دوم نوشته‌است:
| دمی با غم بسر بردن جهان یکسر نمی‌ارزد |  | بمی بفروش دلق ما که کزین بهتر نمی‌ارزد |

محمد شاه دوم مدارس زیادی را تأسیس کرد و برای محدثان اهمیت زیادی قائل بود. در زمان او بسیاری از شاعران عرب که به دکن می‌آمدند بوسیلهٔ «فضل‌الله اینجو» که در صدر سلطنت بود به شاه معرفی می‌شدند. در دوران محمد شاه دوم، «ملا عبدالکریم همدانی» کتاب «تاریخ محمد شاهی» را نوشت، ولی این اثر مانند «سراج التواریخ» از «ملا محمد لاری» و «تحفة السلاطین» از «ملا داود بیدری»، که متعلق به تاریخ بهمنیان بودند، مانند بسیاری از آثار علمی و ادبی دیگر دورهٔ بهمنیان از جمله «بهمن نامه» از بین رفته؛ گرچه گفته می‌شود مطالب آن‌ها در کتب تاریخی دیگر مانند «تاریخ فرشته» و «طباطبا» وجود دارد.
فیروز شاه (۸۲۵–۸۰۰/۱۴۲۲–۱۳۹۷)، هشتمین پادشاه بهمنی از فرزانگان این سلسلهبه‌شمار می‌رود. او که زیر نظر «فضل‌الله اینجو» تعلیم دیده بود مردی عالم و علاقه‌مند به تفسیر، فقه، کلام و فلسفه بود و هفته‌ای سه روز کتاب‌های منطق، حساب و هندسه، کلام و علم معانی و بیان تدریس می‌کرد. او شعر می‌گفت و «عروجی» یا «فیروزی» تخلص می‌کرد و بسیاری از عالمان و شاعران ایرانی و خراسانی به دعوت او به دکن آمدند. ازجمله در این دوران «سید محمد حسینی»، عارف نامدار دکن که به «خواجه بنده نواز» و «گیسو دراز» معروف است، در سن ۸۴ سالگی از دهلی به گلبرگه آمد و بعد از بیست سال سکونت در آنجا به سال ۸۲۵/۱۴۲۲ در ۱۰۴ سالگی چند ماه بعد از وفات فیروز شاه درگذشت. ۲۳ مورداز تألیفات وی شناخته شده که از گزند حوادث محفوظ مانده‌اند ازجمله تفسیر قرآن با نام «ام‌المعانی»، حواشی بر «کشاف زمخشری» و «مشارق الانوار صاغانی»، شرح‌هایی بر متونی مانند «فصوص الحکم»، «رساله قشیریه» و «عوارف المعارف»، و کتاب «الخاتمه»، «جوامع الکلم»، «امصار الاسرار»، شرح «فقه الاکبر»، شرح «تمهیدات»، «مکاتیب»، «جواهر العشاق»، «انیس العشاق»، مجموعه یازده رسائل و نیز رساله «فی رؤیت باری تعالی» از تألیفات او می‌باشد.
شهاب‌الدین احمد شاه اول (۸۳۹–۸۲۵/۱۴۳۶–۱۴۲۲)، جانشین فیروزشاه، معروف به «احمد شاه ولی» به آداب شرع و عرفان متمایل بود. او پس از درگذشت «گیسو دراز» به دنبال راهنمای روحانی بود و از این رو «شاه نعمت‌الله ولی» در کرمان را به دکن دعوت کرد. شاه نعمت‌الله در پاسخ ضمن معذرت خواهی از سفر به دکن یکی از شاگردان خود به نام ملا قطب‌الدین را همراه نامه‌ای و تاجی سبز که به مناسبت دوازه امام دارای دوازده کنگره بود روانهٔ بیدر کرد. گفته می‌شود که شاه نعمت‌الله در نامه احمد شاه را «ولی» خطاب کرده بود و همین باعث شهرت او به این لقب گردید. در پی اصرار مکرر احمد شاه، شاه نعمت‌الله نوهٔ خود نورالله را نیز که بعداً از سوی شاه به «ملک المشایخ» ملقب گردید روانه دکن ساخت. وی در دربار احمد شاه بسیار مورد احترام و تکریم بود و با ازدواج با دختر احمد شاه در سلک اعضای خانواده سلطنتی درآمد. دختر دیگر احمد شاه نیز با «محب‌الدین حبیب‌الله» برادر نورالله ازدواج کرد؛ لذا خانواده نعمت‌اللهی در دکن جزو خانواده سلطنتی محسوب می‌شدند. بعد از وفات شاه نعمت‌الله در سال ۸۳۴/۱۴۳۱ فرزند و جانشینش «برهان‌الدین خلیل‌الله» با اکثر اعضای خانوادهٔ خویش راهی دکن شد. به اینصورت شهر بیدر برای بیش از سه قرن مرکز سلسلهٔ نعمت‌اللهی قرار گرفت، حتی در حدود سال ۱۱۸۴/۱۷۷۰ «سید میر عبدالحمید»، معروف به معصوم علی شاه، از سوی رضا علی شاه دکنی، بیست و هشتمین قطب سلسله نعمت‌اللهی، به ایران اعزام و باعث تجدید حیات تصوف در ایران گردید.
احمد شاه ولی به شیعه بودن شهرت دارد. او تعداد زیادی از ایرانیان و نیز سادات نجف و کربلا را به دکن دعوت کرد. وی علاقه‌مند به شعر و موسیقی نیز بوده‌است و تعداد زیادی از شاعران در دربار وی حضور داشته‌اند. در زمان وی «نورالدین حمزه آذری» بهمن نامه را که منظومه‌ای به سبک شاهنامه فردوسی بود در تاریخ بهمنیان تألیف کرد، که بخشی از آن را در دکن و بخشی دیگر را در خراسان نوشت. وی با اجازهٔ احمد شاه به ایران بازگشت افزون بر بهمن نامه، وی کتاب «جواهر الاسرار» (یا مفتاح الاسرار)، مثنوی «مرآت الاسرار «کتاب «عجائب الغرائب» را نوشت و صاحب دیوان شعر نیز می‌باشد.
سلطان علاءالدین احمد شاه دوم (۸۶۲–۸۳۹/۱۴۵۸–۱۴۳۶) جانشین احمد شاه، نظیری را که زادهٔ طوس بود و به بیدر آمده بود را ملک‌الشعرای دربار خود کرد. وی از پیروان شاه نعمت‌الله بود و با خاندان نعمت‌اللهی روابط صمیمانه‌ای داشت. بعداً وی به عمادالدین محمود گاوان نیز وابسته شد. گفته می‌شود که وی با همکاری «ملا سمیعی» و دیگران بهمن نامه را که آذری نیمه تمام گذاشته بود به عنوان ملحقات بهمن نامه تکمیل کرد.
شمس الدین محمد شاه سوم ملقب به لشکری (۸۸۷—۸۶۷/۱۴۸۲–۱۴۶۳)، سیزدهمین سلطان سلسله بهمنیان، بیشتر به سبب وزیر دانشمندش «خواجه محمود گاوان» (م ۸۸۶/۱۴۸۱)، ملقب به «خواجه جهان»، شهرت دارد. محمود گاوان انسانی وارسته، دانشمندی فرزانه، سیاستمداری مدبر، فرماندهی مقتدر و ادیبی با کمال بود و می‌توان او را همراه با «شاه طاهر» و «میر محمد مؤمن استرآبادی»، یکی از سه فرد برجسته و مؤثر در میان شخصیت‌های سیاسی علمی شیعی ایرانی در دکن محسوب کرد.
در این زمان با استقرار خاندان بهمنی، قلمرو آنان گسترش بسیاری یافت و سرانجام از دریای شرقی تا دریای غربی را دربرگرفت. محمود گاوان به تجدید نظر در تقسیمات کشوری و اصلاح تمام دستگاه اداری ایالتی همت گماشت. او نخست قلمرو چهارگانه حکومت را به هشت «طرف» تقسیم کرد. برار به دو بخش اداری جداگانه گادل و ماهور تقسیم شد. بخشی از حوالی جُنار از ایالت دولت‌آباد مجزا و «طرف» جداگانه‌ای شد. راجمندری به صورت ایالت مستقل از تلنگانه جدا شد و بیجاپور از ایالت قدیمی گلبرگه تشکیل یافت. اختیارات «طرفدار» نیز بسیار کاهش یافت. پیش از آن «طرفدار» در زمینه کشوری و لشکری ایالت خود دارای اختیار کامل بود و نه فقط قلعه‌داران را منصوب می‌کرد بلکه می‌توانست تعداد سپاهیان خدمت دائمی را کم یا زیاد کند و بنابراین به هر مقدار که می‌خواهد از «جاگیر» که برای مصارف نظامی معین شده بود خرج یا ذخیره کند. محمود گاوان اختیارات طرفدارها را تا حد زیادی کاهش داد و به فرمان او حکومت مرکزی قلعه‌داران را منصوب می‌کرد و هر طرفدار فقط یک قلعه در اختیار داشت. افزون بر آن کسی که عهده‌دار پرداخت مواجب سربازان بود جوابگوی مصرف مبلغی بود که بر حسب مورد از «جاگیر» یا «منصب» برداشت کرده بود. همچنین
شیوه دیگر برای نظارت مستقیم شاه بر امور ایالات، تعیین قطعات وسیعی از زمین‌های هر ایالت به عنوان «املاک شاهی» بود و فرمان‌هایی برای اندازه‌گیری منظم اراضی هر ایالت و تعیین مرزهای سراسر کشور و رسیدگی فراگیر برای ثبت حقوق و برآورد درآمد دولت نیز صادر شد.
در زمان وزارت وی، سلطنت بهمنی به وسیعترین حدود خود، و شهر بیدر از نظر آبادانی و رونق به اوج خود رسید و سلطنت بهمنیان به میعادگاه دانشمندان، ادیبان و تاجران در سراسر هندوستان تبدیل شد. در زمان وی محمد شاه بهمنی تماس‌های مکرر و مکاتباتی با سلاطین عثمانی، شاهان گیلان، عراق و مصر داشتند و خود او نیز، که اصالتاً اهل گیلان بود، شخصاً دارای روابطی گسترده بود و دانشمندان زیادی مکاتبه و روابط دوستانه داشت از جمله می‌توان به ارتباطات او با «جلال‌الدین دوانی» (م ۹۱۸/۱۵۱۲)، «عبدالرحمن جامی» (م ۸۹۸/۱۴۹۳)، «خواجه عبیدالله احرار نقشبندی»، «شرف‌الدین علی یزدی» مؤلف «ظفرنامه»، «شمس‌الدین سخاوی» اشاره کرد. او اصلاحاتی جدید در سازماندهی و نظم و امور سلطنت پدید آورد و همین امر تا حدود زیادی باعث تشدید کینهٔ دشمنان گردید که در نهایت به قتل او به فرمان شاه انجامید. مدرسه گاوان که شهرت جهانی دارد و هنوز مورد توجه جهانگردان است توسط او به سال (۸۷۶/۱۴۷۱) در بیدر ساخته شد. بین آثار ادبی دورهٔ بهمنیان، «مناظر الانشاء» و «ریاض الانشاء» دربارهٔ نویسندگی از تألیفات او باقی است.
«جلال‌الدین دوانی» (م ۹۰۷/۱۵۰۱) شرح «هیاکل النور» را به نام محمود گاوان نوشته‌است و «مولانا رئیس شاخنی» نیز حاشیه «علی شرح هدایة الحکمة المیبدی» و حاشیه «علی شرح مطالع» را به نام او نگاشت. یک اثر جالب که از اواخر دورهٔ بهمنیان باقی است تألیفی است به زبان فارسی به نام «توضیح الالحان» دربارهٔ موسیقی که اسم مؤلف آن مشخص نیست. ترجمهٔ فارسی کتابی دربارهٔ دامپزشکی از زبان سنسکریت از شخصی به نام «درگا داس» نیز در دست است.
قتل ظالمانهٔ محمود گاوان آیندهٔ دولت بهمنی را تیره کرد. ثبات سلطنت بهمنی‌ها به دلایلی چون رقابت‌های فرقه‌ای مبتنی بر قوم و نژاد بین دکنی‌های بومی که بسیاری از آن‌ها از شمال به دکن مهاجرت کرده بودند و خارجیان مهاجری که آن‌ها را آفاقی یا پردیسی می‌نامیدند، و همچنین توطئه‌ها، رقابت‌ها و جاه‌طلبی‌های رؤسا و فرماندهان به شدت شکننده و آسیب‌پذیر شد و در نهایت منجر به انحلال تدریجی آن و ظهور پنج دولت مستقل گردید. این دولت‌ها عبارت بودند از: دولت نظام شاهان در احمد نگر (۱۰۴۴–۸۹۶/۱۶۳۳–۱۴۹۱)، عادل شاهان در بیجاپور (۱۰۹۷–۸۹۵/۱۶۸۶–۱۴۹۰)، قطب شاهان در گلکنده (۱۰۹۸–۹۱۸/۱۶۸۷–۱۵۱۲)، عماد شاهان در منطقه برار (۹۸۰–۸۹۰/۱۵۷۲–۱۴۸۵)، و دولت برید شاهان. سلطنت عماد شاهان به دولت احمد نگر، و دولت برید شاهانِ بیدر، که باقی‌مانده دولت بهمنی را از بیدر زیر نفوذ داشتند، در سال ۱۰۲۸/۱۶۱۹ به سلطنت بیجاپور ملحق گردید.

## فهرست سلاطین بهمنی
سلاطین بهمنی هجده تن بودند که پایتخت هشت سلطان اول اَحسن‌آباد گلبرگه بود و پس از آن پایتخت به محمدآباد بیدر منتقل شد که ده سلاطین دیگر در آنجا حکم‌راندند:
1. علاءالدین حسن بهمن شاه (حک: ۷۴۸–۷۵۹)
2. محمد اول (حک: ۷۵۹–۷۷۶)
3. علاءالدین مجاهد (حک: ۷۷۶–۷۷۹)
4. داوود اول (حک: ۷۷۹–۷۸۰)
5. محمد دوم (حک: ۷۸۰–۷۹۹)
6. غیاث‌الدین تهمتن (حک: ۷۹۹–۷۹۹)
7. شمس‌الدین داوود (حک: ۷۹۹–۸۰۰)
8. تاج‌الدین فیروز (حک: ۸۰۰–۸۲۵)
9. شهاب‌الدین احمد اول (حک: ۸۲۵–۸۳۸)
10. علاءالدین احمد دوم (حک: ۸۳۸–۸۶۲)
11. علاءالدین همایون (حک: ۸۶۲–۸۶۵)
12. نظام‌الدین احمد سوم (حک: ۸۶۵–۸۶۷)
13. شمس‌الدین محمد سوم (حک: ۸۶۷–۸۸۷)
14. شهاب‌الدین محمود (حک: ۸۸۷–۹۲۴)
15. احمد چهارم (حک: ۹۲۴–۹۲۷)
16. علاءالدین (حک: ۹۲۷–۹۲۹)
17. ولی‌الله (حک: ۹۲۹–۹۳۲)
18. کلیم‌الله (حک: ۹۳۲–۹۳۳)

## نگارخانه

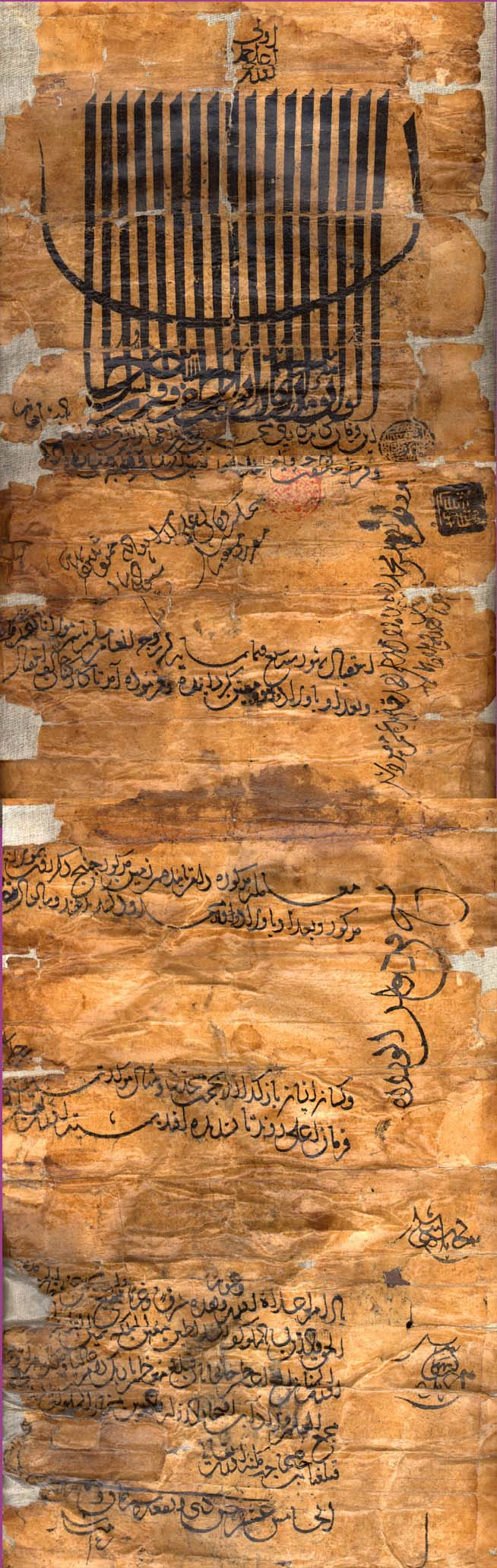
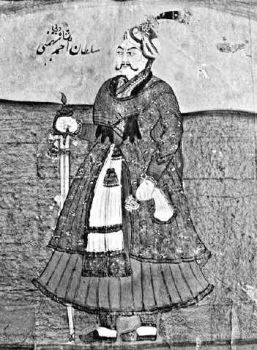
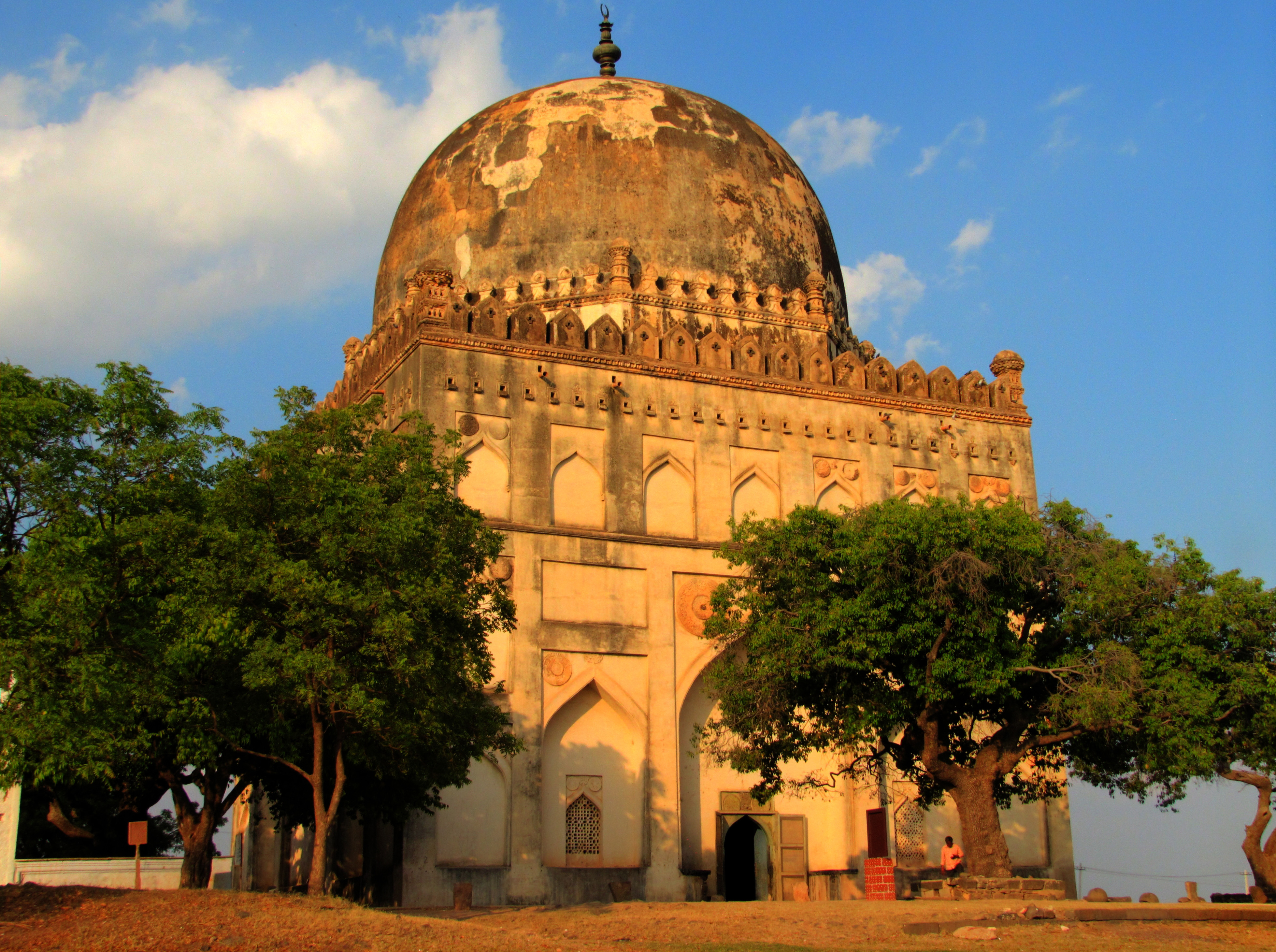